# Yamba (Sprache)
Das Yamba ist eine Graslandsprache des Kamerun, mit einer kleinen Zahl an Sprechern in Nigeria.
Im Jahre 2000 hatte die Sprache allein in Kamerun noch 40.800 Sprecher.